# Korolevstvo krivych zerkal
Korolevstvo krivych zerkal (Королевство кривых зеркал) è un film del 1963 diretto da Aleksandr Arturovič Rou.